# Jorge Nisco
Jorge Nisco (Bernal, Provincia de Buenos Aires; 6 de marzo de 1956) es un director de cine y televisión argentino.

## Carrera
Jorge Nisco comenzó su carrera en 1997, cuando se reunió con el actor Adrián Suar, quien le lanzó una idea para un programa de televisión llamado RRDT. Protagonizado por Carlos Calvo, China Zorrilla, Pepe Soriano, Patricia Sosa, Nancy Dupláa. Mariano Martinez y Diego Peretti. Ese mismo año dirigió su primera película, Comodines.
En 1999, dirigió su primera miniserie, El hombre, que también giró de una idea original de Suar. Adrián Suar pasaría a colaborar con sus "ideas originales" en 10 de las 13 series de televisión y miniseries desde 1999 hasta 2007.
En 2002 fue acreditado como "director de segunda unidad" en la serie Son amores. En 2004, codirigió junto Alberto Lecchi Epitafios, una miniserie de 13 episodios protagonizada por Julio Chávez, Paola Krum y Cecilia Roth. Fue la primera serie original producida por HBO y HBO Latin America.
En 2005 crea su propia productora de contenidos y formatos de ficción, Quark contenidos con su socio, el editor de scripts y escritor Ramiro San Honorio. En 2007 trabaja para varias cadenas locales de cine y televisión como Televisa y Fox Television Studios para la realización de formatos y guiones. En 2008 graba su segunda versión cinematográfica del éxito de Disney: High School Musical: El desafío.
Fue elegido jurado de los Premios Emmy Internacional, ganó como Mejor unitario (Poliladron) en el Festival de Cartagena, y la Medalla de Oro como mejor director en el Festival de New York. Fue declarado Ciudadano Ilustre de la ciudad de Avellaneda (Buenos Aires). Estuvo nominado y ganó en varias oportunidades el Martín Fierro como director y alcanzó la máxima categoría ganando el Martín Fierro de Oro con Mujeres asesinas. Obtuvo el Diploma al Mérito de los Premios Konex 2011 otorgado por la Fundación Konex.

## Cine
- Comodines (1997)
- High School Musical: El desafío (2008)
- La pelea de mi vida (2012)
- Jaque mate (2024)

## Televisión
Director
- Poliladron (1995-1997)
- R.R.D.T. (1997-1998)
- El hombre (1999)
- Por el nombre de Dios (1999)
- Primicias (2000)
- Ilusiones (compartidas) (2001)
- 22, el loco (2001)
- 099 Central (2002)
- Soy gitano (2003)
- Sin código (2004)
- Epitafios (2004)
- Botines (2005)
- Mujeres asesinas (2005-2006)
- Son de fierro (2007)
- El hombre que volvió de la muerte (2007)
- Malparida (2010)
- Violetta (2012-2015)
- Soy Luna (2016—2018)
- Otros pecados (2019)
- Tu parte del trato (2019)

Director de segunda unidad
- Son amores (2002)
- Sos mi vida (2006)
- Son de Fierro (2007)

## Premios
- Martín Fierro 1999: Mejor director (Por el nombre de Dios y El hombre)
- Martín Fierro 2005: Mejor director (Mujeres asesinas)
- Martín Fierro de Oro (2005): Mujeres asesinas
- Konex 2011: Mejor director de televisión de la década.